# آکیهیکو هوشیده
آکیهیکو هوشیده (به انگلیسی: Akihiko Hoshide) فضانورد اهل ژاپن است که در ۲۸ دسامبر ۱۹۶۸ در ستاگایا، توکیو زاده شد. وی در مأموریت اس‌تی‌اس-۱۲۴، سایوز تی‌ام‌ای-۰۵ام، اکسپدیشن ۳۲، اکسپدیشن ۳۳ حضور داشته است.

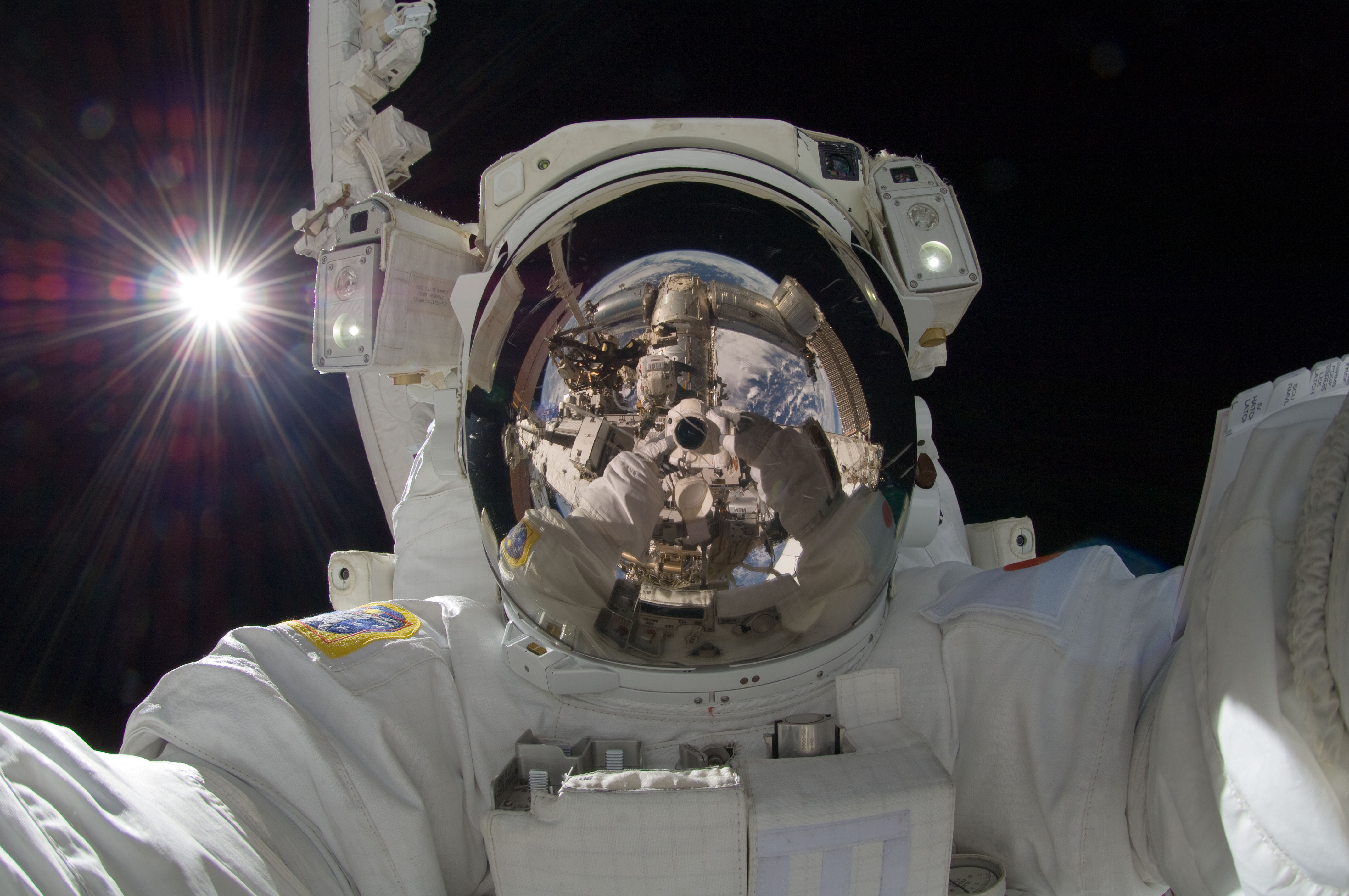
عکس سلفی در فضا